# Нёйи-Сен-Фрон
Нёйи-Сен-Фрон (фр. Neuilly-Saint-Front) — коммуна на севере Франции, регион О-де-Франс, департамент Эна, округ Шато-Тьерри, кантон Виллер-Котре. Расположена в 21 км к северо-западу от Шато-Тьерри и в 30 км к югу от Суасона, в 17 км от автомагистрали А4 "Эст".
Население (2018) — 2 075 человек.

## Достопримечательности
Церковь Святых Реми и Фронта XII—XVI веков, памятник истории.

## Экономика
Структура занятости населения:
- сельское хозяйство — 6,6 %
- промышленность — 8,3 %
- строительство — 8,8 %
- торговля, транспорт и сфера услуг — 29,3 %
- государственные и муниципальные службы — 46,9 %

Уровень безработицы (2017) — 16,2 % (Франция в целом — 13,4 %, департамент Эна — 17,8 %). 

Среднегодовой доход на 1 человека, евро (2018) — 20 050 (Франция в целом — 21 730, департамент Эна — 19 690).
В 2010 году среди 1353 человек трудоспособного возраста (15-64 лет) 992 были экономически активными, 361 — неактивными (показатель активности — 73,3 %, в 1999 году было 70,6 %). Из 992 активных жителей работали 844 человека (450 мужчин и 394 женщины), безработных было 148 (74 мужчины и 74 женщины). Среди 361 неактивных 105 человек были учениками или студентами, 133 — пенсионерами, 123 были неактивными по другим причинам.

## Демография
Динамика численности населения, чел.

## Администрация
Пост мэра Нёйи-Сен-Фрон с 2020 года занимает Франсуаза Биньек (Françoise Biniec). На муниципальных выборах 2020 года возглавляемый ею список победил в 1-м туре, получив 51,11 % голосов.
| Период | Период | Фамилия          | Партия                                  | Примечания                                                   |
| ------ | ------ | ---------------- | --------------------------------------- | ------------------------------------------------------------ |
| 1983   | 2020   | Андре Риго       | Союз за народное движение Республиканцы | управляющий компанией, член Генерального совета департамента |
| 2020   |        | Франсуаза Биньек |                                         | государственный служащий                                     |

## Примечания

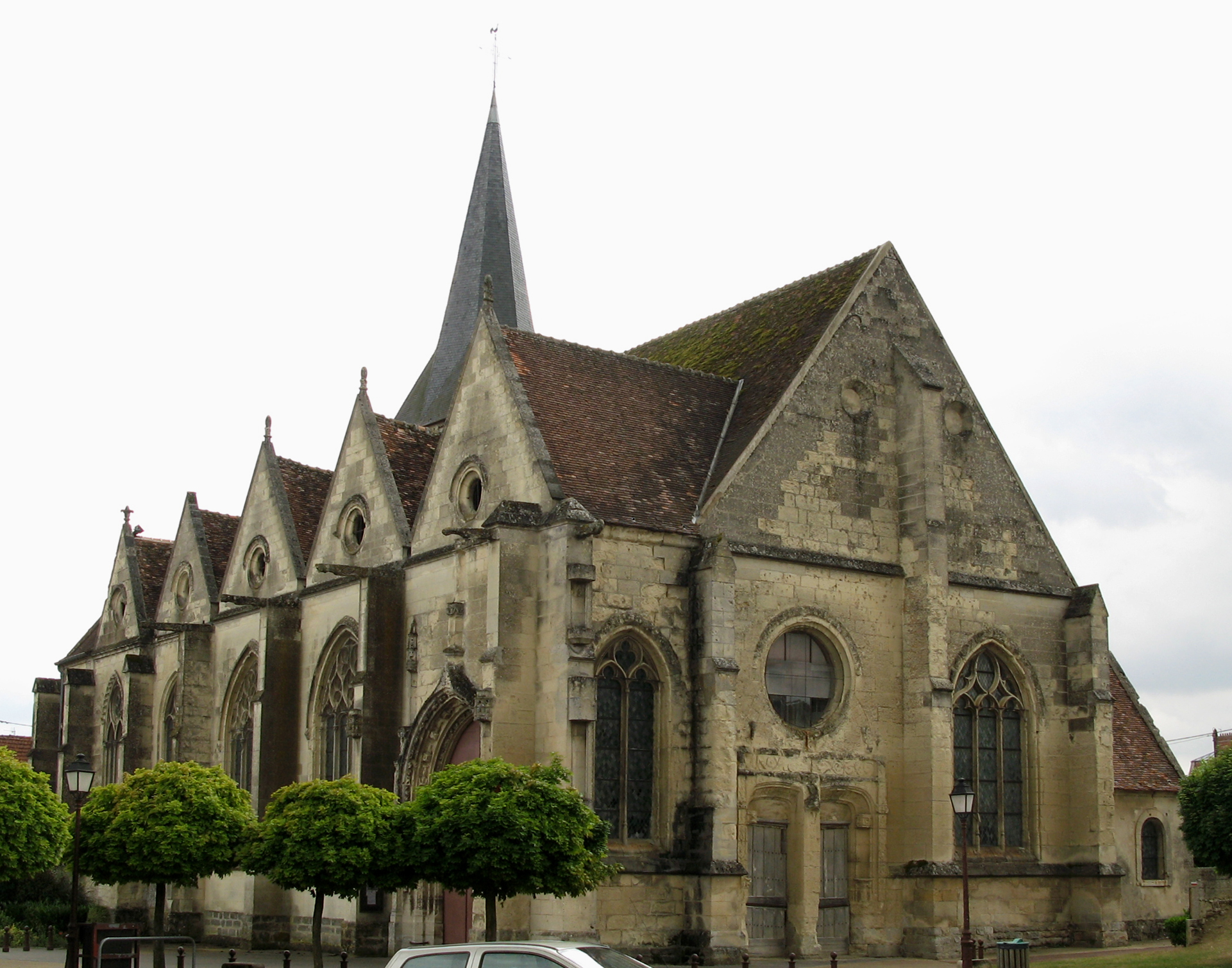
Церковь Святых Реми и Фронта